# Tim Boyle
Timothy Kevin Boyle (Hartford, 3 ottobre 1994) è un giocatore di football americano statunitense che milita nel ruolo di quarterback per i Tennessee Titans della National Football League (NFL).

## Carriera

### Green Bay Packers
Boyle firmò con i Green Bay Packers come free agent non scelto nel draft il 4 maggio 2018. Dopo una pre-stagione positiva riuscì ad entrare nei 53 uomini del roster per l'inizio della stagione regolare come terzo quarterback dietro a Aaron Rodgers e DeShone Kizer.
Boyle non scese in campo durante la stagione regolare 2018. Disputò i primi minuti il 20 ottobre 2019, durante una vittoria nella settimana 7 contro gli Oakland Raiders, senza tentare alcun passaggio. Giiocò maggiormente il 24 novembre 2019 in una sconfitta contro i San Francisco 49ers, completando il suo primo passaggi per il tight end Robert Tonyan. Finì la gara con 3 completi su 4 per 15 yard.

### Detroit Lions
Il 22 marzo 2021, Boyle firmò un contratto di un anno con i Detroit Lions. Fu inserito in lista infortunati il 2 settembre 2021. Tornò nel roster attivo il 20 novembre 2021 e disputò la prima gara come titolare al posto dell'infortunato Jared Goff in una sconfitta di misura contro i Cleveland Browns in cui passò 77 yard. La seconda gara come titolare fu nella settimana 16 contro gli Atlanta Falcons a causa della positività di Goff al COVID-19, completando 24 passaggi su 34 per 187 yard e un touchdown ma anche subendo l'intercetto decisivo nel minuto finale, nella sconfitta per 20–16. Nella settimana 17 contro i Seattle Seahawks passò 262 yard, 2 touchdown e subì 3 intercetti nella sconfitta per 51–29.
Il 14 marzo 2022 Boyle firmò per un altro anno con i Lions. Fu svincolato il 30 agosto 2022 dopo di che rifirmò con la squadra di allenamento.

### Chicago Bears
Il 30 novembre 2022 Boyle firmò con i Chicago Bears.

### New York Jets
Il 6 aprile 2023 Boyle firmò con i New York Jets. Fu svincolato il 29 agosto 2023 dopo di che rifirmò con la squadra di allenamento. Fu promosso nel roster attivo il 16 settembre dopo l'infortunio di Aaron Rodgers. Il 19 novembre sostituì Zach Wilson nel corso del terzo quarto, completando 7 passaggi su 14 per 33 yard e un intercetto nella sconfitta per 32–6 contro i Buffalo Bills. Il giorno successivo i Jets annunciarono che Boyle sarebbe partito come titolare contro i Miami Dolphins nella settimana 12. In quella partita passò 179 yard, un touchdown e subì due intercetti (di cui uno ritornato in touchdown dagli avversari su un tentativo di Hail Mary pass alla fine del primo tempo) nella sconfitta per 34-13. Partì come titolare anche la settimana successiva contro gli Atlanta Falcons ma dopo 148 yard passate e un intercetto subito fu sostituito dall'allenatore Robert Saleh con Trevor Siemian per scelta tecnica. Due giorni dopo fu svincolato.

### Miami Dolphins
Il 29 agosto 2024 Boyle firmò con i Miami Dolphins. Con essi scese in campo nella settimana 3, subentrando all'infortunato Skylar Thompson, e nella settimana 7, al posto dell'infortunato Tyler Huntley. I Dolphins furono sconfitti in entrambe le occasioni da Seattle Seahawks e Indianapolis Colts.

### New York Giants
Il 19 novembre 2024 Boyle firmò con la squadra di allenamento dei New York Giants, venendo promosso nel roster attivo quattro giorni dopo. Nella settimana 15 subentrò all'infortunato Tommy DeVito, passando 123 yard, un touchdown e un intercetto nella sconfitta contro i Baltimore Ravens.

### Tennessee Titans
Il 26 marzo 2025 Boyle firmò con i Tennessee Titans.